# Falange Nacional
La Falange Nacional fue un partido político chileno fundado en 1935, de carácter corporativista e inspirado en el fascismo español, que posteriormente giró a la democracia cristiana, y en el liberalismo democrático, Su fundación oficial se sitúa en la convención nacional de la Juventud Conservadora, realizada en el año 1938, en la cual un grupo se separa del Partido Conservador, fundando un partido político propio.
Inspirado en las tendencias del socialcristianismo, la doctrina social de la iglesia y el pensamiento de Jacques Maritain, se fue posicionando en la arena política nacional, y en las elecciones parlamentarias de 1941 obtuvo tres diputados electos.
En las siguientes elecciones se consolidó como un actor de la política chilena. Apoyó la elección de los radicales Juan Antonio Ríos y Gabriel González Videla, y entre 1953 y 1957 formó parte de la Federación Social Cristiana.
En 1957 se fusionó con el Partido Conservador Social Cristiano (PCSC) y otros grupos similares, dando paso al nacimiento del Partido Demócrata Cristiano (PDC); todavía hoy se acostumbra usar las expresiones "falangista" y "falangismo" para aludir a los miembros y acciones de la Democracia Cristiana y a ese mismo partido, respectivamente. Asimismo el PDC utiliza en su emblema y bandera oficial, el logo falangista.

## Denominación y símbolo
Una teoría, proveniente de las memorias de Bernardo Leighton, sugiere que la denominación de ‘’falange’’ habría sido una alegoría de la falange de Alejandro Magno, estrategia de combate utilizada en Grecia por el rey Filippo II y más tarde por su célebre hijo en sus conquistas, que considera que la Doctrina Social de la Iglesia era el camino necesario para superar las barreras internas y externas que limitan el desarrollo de la persona y la comunidad.[cita requerida]
No obstante, se debe destacar que, previo a la adopción del nombre (1938), ya había circulado en los círculos socialcristianos la revista Falange (1933-1935), vinculado al movimiento Liga Social, y existía discusión en los mismos espacios en torno al ideario de la, por entonces, aún novedosa Falange Española de José Antonio Primo de Rivera (fundada en 1933), de la cual se reconoce una influencia ideológica, al menos durante los primeros años de Falange Nacional.
El emblema de la falange, cuyo diseño es atribuido a Ignacio Palma Vicuña, uno de sus fundadores, consiste en una flecha roja cruzada en su cuerpo por dos líneas o barras horizontales. La flecha apunta hacia arriba, simbolizando lo superior, y al mismo tiempo representa el signo matemático de la diferencia (≠), encarnando su propósito de querer construir una sociedad que "debía distinguirse de la derecha y de la izquierda". Así pues, los inicios de la Falange Nacional marcan una ruptura con la derecha tradicional representada por el Partido Conservador (desde 1851), y la adopción de posturas corporativistas y anticomunistas.

## Historia

### Antecedentes
Al concluir el siglo XIX, los militantes del Partido Conservador chileno podían sentirse satisfechos de haber cumplido sus objetivos de mantener el orden social y preservar, aunque no intactas, las prerrogativas de la Iglesia católica frente al poder civil. Sin embargo, estos logros no conformaron la conciencia de algunos de sus más ilustrados miembros, estremecida por la evidente pobreza en que vivía la mayor parte de los chilenos, las injusticias sociales y el avance de los movimientos revolucionarios de signo antirreligioso.
Por lo demás, esta apreciación no era ajena a la propia Iglesia católica que a partir de la promulgación de la encíclica Rerum novarum en 1891, comienza a cuestionar el orden social a partir del evangelio. En el país, esta sensibilidad prendió entre algunos intelectuales católicos que se abocaron al estudio de la pobreza y las formas de mitigarla y, dentro del partido, configuró una corriente social cristiana que le permitió renovar su discurso y sus propósitos, aunque sin llegar a cuestionar la legitimidad de la forma en que se organizaban la sociedad, la economía y la política.

### Fundación
En 1931, a la caída del gobierno de Carlos Ibáñez del Campo, fue elegido presidente del Partido Conservador Rafael Luis Gumucio Vergara, quien inició una campaña tendiente a ingresar elementos jóvenes al partido, incluyendo grupos ligados a la Asociación Nacional de Estudiantes Católicos, a la Universidad Católica y algunos cenáculos de estudios juveniles. Entre estos jóvenes estaban, entre otros, Alejandro Silva Bascuñán, Bernardo Leighton, Manuel Garretón, Ricardo Boizard, Radomiro Tomic, Edmundo Pérez Zujovic, Ignacio Palma Vicuña, Rafael Agustín Gumucio, Luis Scherz García y Eduardo Frei Montalva. El grupo manifestó pronto sus propósitos de organizar dentro del Partido Conservador un núcleo con caracteres independientes, que empezó a ser llamado Juventud Conservadora y luego Falange Conservadora, que por sus arrestos de rebeldía no encontró siempre muy favorable acogida en los círculos directivos y tradicionales del partido y que aun el mismo Gumucio trató de contener.
La Falange realizó una concentración entre el 11 y el 13 de octubre de 1935, en el Teatro Principal de Santiago, adoptando el nombre de Movimiento Nacional de la Juventud Conservadora. En esta instancia presentan un programa de 18 puntos, donde manifiestan su rechazo a la democracia liberal, al socialismo y al fascismo, proponiendo como alternativa un orden social corporativo basado en la Doctrina Social de la Iglesia.
En 1936 adoptan el nombre de Falange Nacional, con el que aparece por primera vez en Lircay, el periódico oficial de dicha colectividad, el 14 de noviembre de dicho año.

### Desarrollo partidista

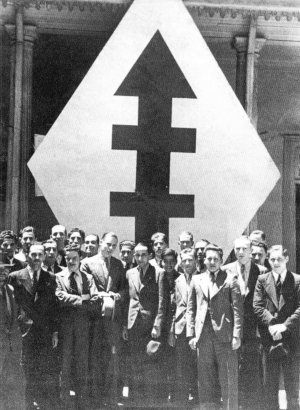
Militantes de la Falange Nacional.

La colectividad se negó a apoyar al candidato oficial del Partido Conservador, Gustavo Ross, en la elección presidencial de 1938, declarando libertad de acción de sus militantes  e independizándose plenamente del Partido Conservador, si bien terminaron votando por el candidato de derecha para tratar evitar el triunfo del candidato del Frente Popular, producto de los temores asociados a la experiencia del Frente Popular español
En términos institucionales no dieron su respaldo al gobierno de Pedro Aguirre Cerda, pero apoyaron el proyecto de desarrollo económico inducido por el Estado durante este periodo. Luego de la muerte del mandatario radical, a finales de 1941 adhirieron a la campaña de Juan Antonio Ríos, en un primer giro hacia la centro-izquierda, aunque siguieron manteniendo una política de relativa independencia en términos de alianzas. El fracaso de esta política en términos electorales, durante la elección parlamentaria de 1945, llevó a la conformación de dos sectores dentro del partido: uno liderado por Bernardo Leighton, que favorecía enfocar la política del partido hacia la cuestión social, incluyendo una política de alianzas hacia el centro y la izquierda de ser necesario, y otro liderado por Radomiro Tomic, que favorecía el camino propio al margen de las alianzas con la derecha o la izquierda. Finalmente prospera la alternativa de Leighton y se inicia un proceso de expansión de la Falange Nacional en espacios sociales como sindicatos y federaciones estudiantiles, además de incorporarse como parte del gobierno radical a finales de 1945. Esta alianza con el radicalismo, sin embargo, resulta circunstancial, y en 1946 la Falange da su apoyo al candidato conservador Eduardo Cruz Coke, un reconocido representante del ala socialcristiana de ese partido. 
Durante el gobierno de Gabriel González Videla (1946-1952), el partido se opuso a la proscripción del Partido Comunista (PCCh) de 1948, contrariando a fuerzas de izquierda y derecha que la apoyaban, lo que le permitió allegar el respeto y consideración de la clase media y el mundo popular. Poco después, para enfrentar las elecciones parlamentarias de 1949, se integra al pacto Falange Radical Agrario Socialista, a partir de cuyos resultados logran su incorporación al gobierno radical en 1950.
En 1957 se unió al Partido Conservador Social Cristiano y a otros grupos socialcristianos y formó el Partido Demócrata Cristiano (PDC), el cual mantuvo su símbolo, la falange roja.

## Ideología
Durante la década del 30' el partido se caracterizó por su acercamiento a las ideologías nacionalistas y corporativistas propias de la juventudes conservadoras de la época. En ese contexto resalta su adhesión al tradicionalismo hispánico de Ramiro de Maeztu, al orden económico corporativista proveniente de la encíclica Quadragesimo Anno y al autoritarismo político de Diego Portales. 
Sus militantes y futuros dirigentes falangistas como Eduardo Frei y Manuel Garretón viajaron a Europa con ocasión de la celebración en Roma del Congreso Iberoamericano de Universitarios Católicos en 1933, solo dos años antes de la fundación de la Falange Nacional. Allí no sólo participaron de la recepción de esas novedades doctrinales, sino que escucharon a Benito Mussolini, se contactaron con Gil Robles, Renovación Española y la Falange Española de las JONS. Muy en la línea de los fascismos europeos de la época, los miembros de la Falange Nacional se declararon "mas allá de las izquierdas y derechas" y "anticomunista" y "antiliberal". Emprendían también, una lucha para "salvar" a Occidente de su "decadencia".
El rexismo también fue una influencia en los inicios de la agrupación. Las distintas corrientes fascistas ayudaron a moldear la Falange Nacional, y por sobre todas, la experiencia del fascismo español (también conocida como nacionalsindicalismo).
Para el sociólogo e historiador portugués António Costa Pinto:

El corporativismo fue particularmente evidente en la organización juvenil que dio origen a una corriente profascista, autoritaria y católica -la Falange Nacional- de la cual futuros líderes de la Democracia Cristiana chilena, como Eduardo Frei Montalva y Manuel Garretón, fueron miembros.
Costa Pinto, A. (2019). Latin American Dictatorships in the Era of Fascism: The Corporatist Wave. London: Routledge, p. 8.

El historiador del pensamiento político Erwin Robertson considera significativo el hecho de que la "Falange" tomara su nombre del fascismo español y agrega: 

[...] tomaron contactos con Maritain, con el partido Católico belga y con la Acción Popular de Gil Robles; pero también se entusiasman con Mussolini, admiran el rexismo de León Degrelle (todavía adscrito a la Acción Católica belga) y sienten la influencia de José Antonio Primo de Rivera y su Falange. Vale decir, no sólo las tendencias al interior del pensamiento católico, sino también las contemporáneas experiencias fascistas contribuyen a moldear a la que había de ser la Falange Nacional.
Robertson, 2001, p. 57

En términos doctrinarios, no obstante, ya en su declaración de principios de 1935 ("18 puntos") el partido se declara oficialmente en oposición al fascismo, lo que se reafirma en la declaración 1939 ("24 puntos"), donde se acusa al fascismo y al nazismo por su exaltación de la violencia, y a que "hacen al hombre esclavo del Estado, encienden antagonismos raciales y destruyen la paz y la libertad". En términos de política internacional esto se refleja en el apoyo a la ruptura de relaciones diplomáticas con el Eje en 1943, donde se señala que "Entre la democracia -que con todos sus defectos permite la existencia de los derechos de la persona humana, en especial su libertad- y el fascismo -que es la negación de ellos- estamos con la democracia en forma clara y decidida". Su relación con la guerra civil española resultó, sin embargo, menos clara. Mientras Frei y un sector mayoritario de la Falange desarrollaron un temprano rechazo por José Antonio Primo de Rivera y sus ideas, Manuel Garretón y otros autores vinculados a Lircay mantuvieron su adhesión al bando sublevado hasta los primeros meses de la guerra civil. Esta proximidad se enfría luego del impacto internacional de la Masacre de Badajoz en agosto de 1936, así como el rechazo que se produjo entre el mundo católico liberal europeo frente a la pretensión franquista de presentar estos hechos como parte una cruzada.
Durante la década del 40' el partido transita gradualmente a un pensamiento demócrata-cristiano de corte liberal, influido en parte importante por el filósofo francés Jacques Maritain. Una de las razones de este cambio doctrinal fue el desprestigio político del fascismo y el corporativismo durante la Segunda Guerra Mundial. Los malos resultados electorales de 1945 obligaron a cambiar la retórica del partido y girar hacia la izquierda política, luego de un primer acercamiento a dicho sector desde 1941.

## Resultados electorales

### Elecciones parlamentarias
|  | 3,45 % |

|  | 0,53 % |

|  | 2,55 % |

|  | 3,99 % |

|  | 0,89 % |

|  | 2,85 % |

|  | 0,96 % |

### Elecciones municipales
|  | 3,12 % |

|  | 3,36 % |

|  | 4,72 % |

|  | 4,54 % |

|  | 6,53 % |